# Estrets de Moyle

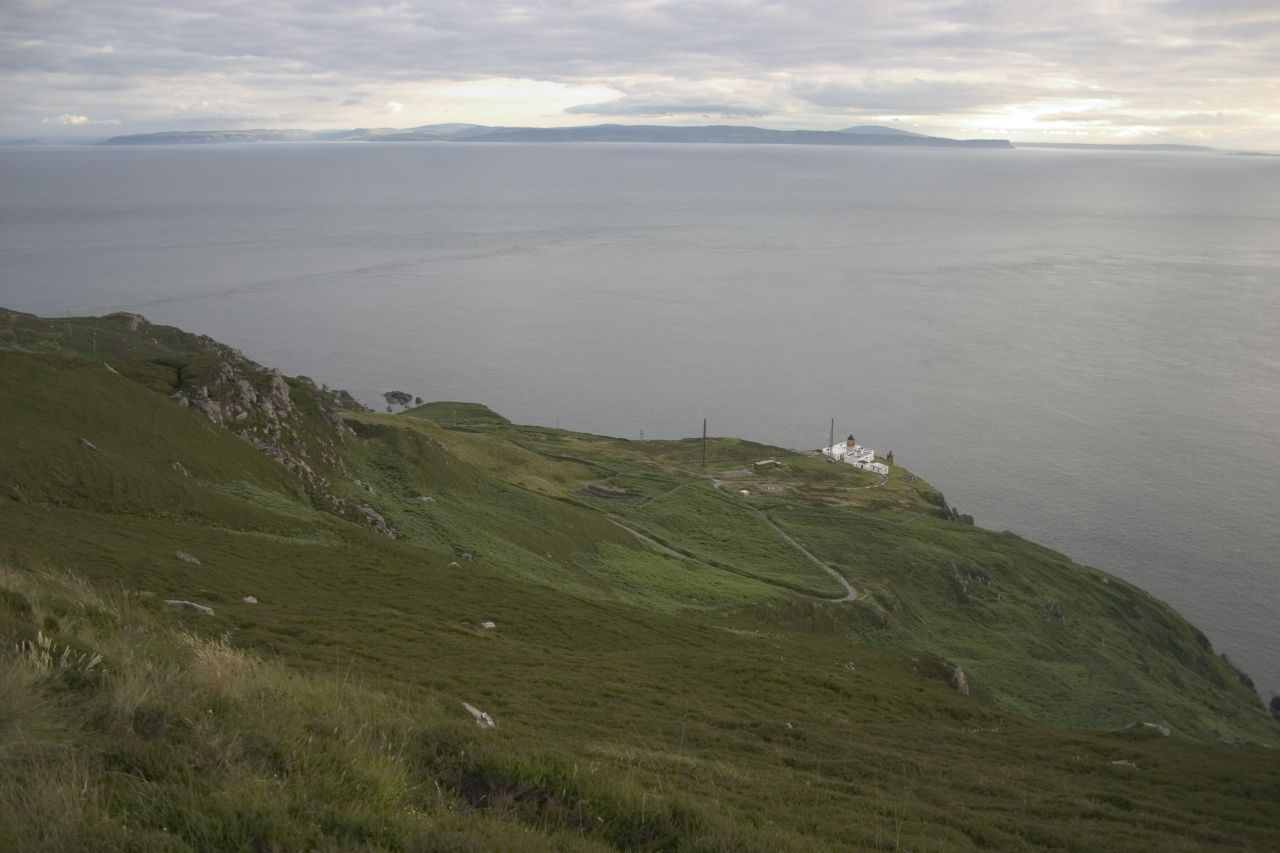
Vista de les aigües dels estrets de Moyle des del Mull of Kintrye.

Els estrets de Moyle (en anglès Straits of Moyle; en gaèlic escocès i gaèlic irlandès Sruth na Maoile) és el nom que rep la zona marítima compresa entre Irlanda nord-oriental i Escòcia sud-occidental. Es correspon amb el que és el Canal del Nord. Hi ha poca distància entre ambdues costes i des d'alguns llocs és possible veure l'altra vora en dies clars.